# Fascicolo longitudinale mediale
Il fascicolo longitudinale mediale è un fascio di fibre mieliniche che si trova in posizione paramediana davanti alla sostanza grigia periacqueduttale.
Giunge cranialmente al termine dell'acquedotto mesencefalico, per l'esattezza nella parete laterale del terzo ventricolo, mentre caudalmente percorre il midollo spinale spostandosi ventralmente a causa della decussazione del lemnisco mediale e delle piramidi.
Esso è importante perché stabilisce connessioni tra i nuclei somatomotori degli occhi (è responsabile del movimento orizzontale coordinato degli occhi collegando il nucleo abducente di uno con il nucleo oculomotore dell'altro) e con il nucleo accessorio dell'oculomotore, ma anche con la formazione reticolare paramediana pontina (PPRF) e con il nucleo accessorio spinale, coordinando anche i movimenti del collo. La comunicazione tra questi nuclei posizionati anche sul lato opposto nel tronco encefalico, è possibile grazie alla commissura posteriore.
Esso riceve fibre sia ascendenti che discendenti dai nuclei vestibolari (nel midollo spinale è chiamato fascio vestibolo-spinale mediale).
Alcune fibre dal corpo trapezoide (nucleo cocleare) entrano a far parte del fascicolo longitudinale mediale a dimostrazione che anch'esse influenzano il movimento coordinato degli occhi e del collo.

## Patologia
Il fascicolo longitudinale mediale, se danneggiato, comprometterà il riflesso oculo-vestibolare (movimento dei globi oculari che compensa gli spostamenti del capo). Tra le patologie all'origine di tale sintomatologia trovasi la sclerosi multipla, che, demielinizzando le fibre nervose del fascicolo, causa oftalmoplegia internucleare.